# Холодна Яна Олексіївна
Яна Олексіївна Холодна (нар. м. Полтава) — українська журналістка, ведуча, комунікаційниця, медіаменеджерка, полковник запасу Збройних сил України. Заслужений журналіст України (2017).

## Життєпис
Яна Холодна народилася в місті Полтаві.
Закінчила філологічний факультет Полтавського державного педагогічного університету імені Володимира Короленка.
Працювала кореспонденткою на одному із місцевих телеканалів, в пресслужбі системи Міністерства внутрішніх справ України (2005—2014).
У 2015—2020 роках служила в Збройних силах України. Була керівником Центральної телерадіостудії Міністерства оборони України. Займалася реформуванням військових медіа, зокрема провела ребрендинг «Військового телебачення України» та стала однією із ініціаторів створення та запуску єдиної військової радіостанції «Армія FM». Начальниця Управління комунікації та преси МОУ (2019—2020).
Від 2020 року на «5 каналі», де веде програму «Таємниці війни».

## Нагороди
- заслужений журналіст України (16 листопада 2017) — за значний особистий внесок у розвиток телебачення, радіомовлення і зв'язку в Україні, багаторічну сумлінну працю та високу професійну майстерність[5];
- відзнака «За професійну працю» (1 жовтня 2019)[1].